# Die lange Nase
Die lange Nase ist ein Märchen (ATU 566). Es stand in den Kinder- und Hausmärchen der Brüder Grimm nur im zweiten Teil der Erstauflage von 1815 (da Nr. 36) an Stelle 122 (KHM 122a).

## Inhalt
Drei arme, abgedankte Soldaten verirren sich in einem großen Wald. In drei Nächten muss je einer Wache halten und wird von einem roten Männchen besucht, das ihnen einen Wunschmantel, ein Beutelchen, das immer Geld enthält und ein Horn schenkt, was sie sich aber jeweils erst morgens zeigen dürfen. Der mit dem Mantel wünscht sie in ein Wirtshaus, und der mit dem Beutel bezahlt. Sie wünschen sich ein Schloss. Dann fahren sie in ein fremdes Schloss mit einer Tochter. Die spielt mit ihnen Karten und stellt fest, dass einer einen Wunschbeutel hat, gibt ihm einen Schlaftrunk und vertauscht den Beutel. Als sie es merken, wünscht sich der mit dem Mantel zu ihr ins Zimmer, aber sie schreit so laut, dass er fliehen muss und den Mantel zurücklässt. Der mit dem Horn bläst Kriegsvolk herbei und droht dem König, aber die Prinzessin geht in ihr Lager und singt schön, während ihre Kammerjungfer noch das Horn aus dem Zelt stiehlt. Der eine Soldat findet im Wald Äpfel, von denen die Nase meilenlang wird, und Birnen, wovon sie wieder abfällt. Er geht als Gärtner ins Schloss und verkauft der Prinzessin von den Äpfeln. Dann kommt er als Doktor und gibt ihr abwechselnd Apfel- und Birnenpulver, bis sie die Wunderdinge herausgibt.

## Herkunft
Das Zaubermärchen stammt von Dorothea Viehmann. Ab der Zweitauflage wurde es durch Der Krautesel ersetzt (KHM 122), wo es in der Anmerkung noch wiedergegeben ist.